# Lee Yoo-hyung
Lee Yoo-hyung (Sinchon, 21. siječnja 1911. – Seoul, 29. siječnja 2003.) bio je južnokorejski nogometaš i trener, koji je u međunarodnim utakmicama predstavljao i Japan i Južnu Koreju.

## Klupska karijera
Igrao je za Keijo SC.

## Reprezentativna karijera
Za japansku reprezentaciju igrao je 1940. godine. Odigrao je 1 utakmicu.
Za južnokorejsku reprezentaciju igrao je 1948. godine. S južnokorejskom reprezentacijom Lee Yoo-hyung je igrao na Olimpijskim igrama 1948. godine.

## Statistika
| Japan  | Japan | Japan |
| Godina | Nast. | Gol.  |
| ------ | ----- | ----- |
| 1940.  | 1     | 0     |
| Ukupno | 1     | 0     |

## Vanjske poveznice
- National Football Teams
- Japan National Football Team Database